# Skočice
Skočice (en allemand : Skotschitz) est une commune du district de Strakonice, dans la région de Bohême-du-Sud, en République tchèque. Sa population s'élevait à 242 habitants en 2020.

## Géographie
Skočice se trouve à 17 km au sud-est de Strakonice, à 37 km au nord-ouest de České Budějovice et à 102 km au sud-sud-est de Prague.
La commune est limitée par Drahonice au nord-ouest, par Pohorovice au nord-est, par Vodňany à l'est, par Krašlovice et Bavorov au sud, et par Bílsko et Pivkovice à l'ouest.

## Histoire
La première mention écrite du village date de 1399.